# Quest for Fire
Quest for Fire è il secondo album in studio del DJ statunitense Skrillex, pubblicato il 17 febbraio 2023 dalla OWSLA e dalla Atlantic Records.

## Descrizione
Il disco rappresenta il primo da solista per l'artista dai tempi di Recess, datato 2014, ed è stato preceduto dai singoli Rumble (con Fred Again e Flowdan), Leave Me Like This (con Bobby Raps) e Xena (con Nai Barghouti). L'album contiene collaborazioni con Aluna, Eli Keszler, Pete Wentz, Starrah, Swae Lee, Noisia, Dylan Brady, Four Tet, Missy Elliott, Mr. Oizo, Porter Robinson e Bibi Bourelly.
Il disco ha ricevuto una candidatura come miglior album di musica dance/elettronica ai Grammy Awards 2024, mentre il singolo Rumble ha vinto il premio come registrazione dance dell'anno.

## Tracce
1. Leave Me Like This (with Bobby Raps) – 3:08
2. Ratata (with Missy Elliott and Mr. Oizo) – 2:06
3. Tears (with Joker and Sleepnet) – 3:05
4. Rumble (with Fred Again and Flowdan) – 2:26
5. Butterflies (with Starrah and Four Tet) – 3:15
6. Inhale Exhale (with Aluna and Kito) – 3:25
7. A Street I Know (with Eli Keszler) – 3:35
8. Xena (with Nai Barghouti) – 4:11
9. Too Bizarre (Juked) (with Swae Lee, Siiickbrain and Posij) – 3:28
10. Hydrate (with Flowdan, Beam and Peekaboo) – 3:36
11. Warped Tour '05 (with Pete Wentz) – 0:48
12. Good Space (conwith Starrah) – 2:12
13. Supersonic (My Existence) (with Noisia, Josh Pan and Dylan Brady) – 2:45
14. Hazel Theme – 1:51
15. Still Here (With the Ones That I Came With) (with Porter Robinson and Bibi Bourelly) – 5:03

## Classifiche
| Classifica (2023) | Posizione massima |
| ----------------- | ----------------- |
| Australia         | 33                |
| Belgio (Fiandre)  | 119               |
| Belgio (Vallonia) | 153               |
| Canada            | 29                |
| Nuova Zelanda     | 8                 |
| Regno Unito       | 78                |
| Stati Uniti       | 51                |
| Svizzera          | 57                |